# 花粉

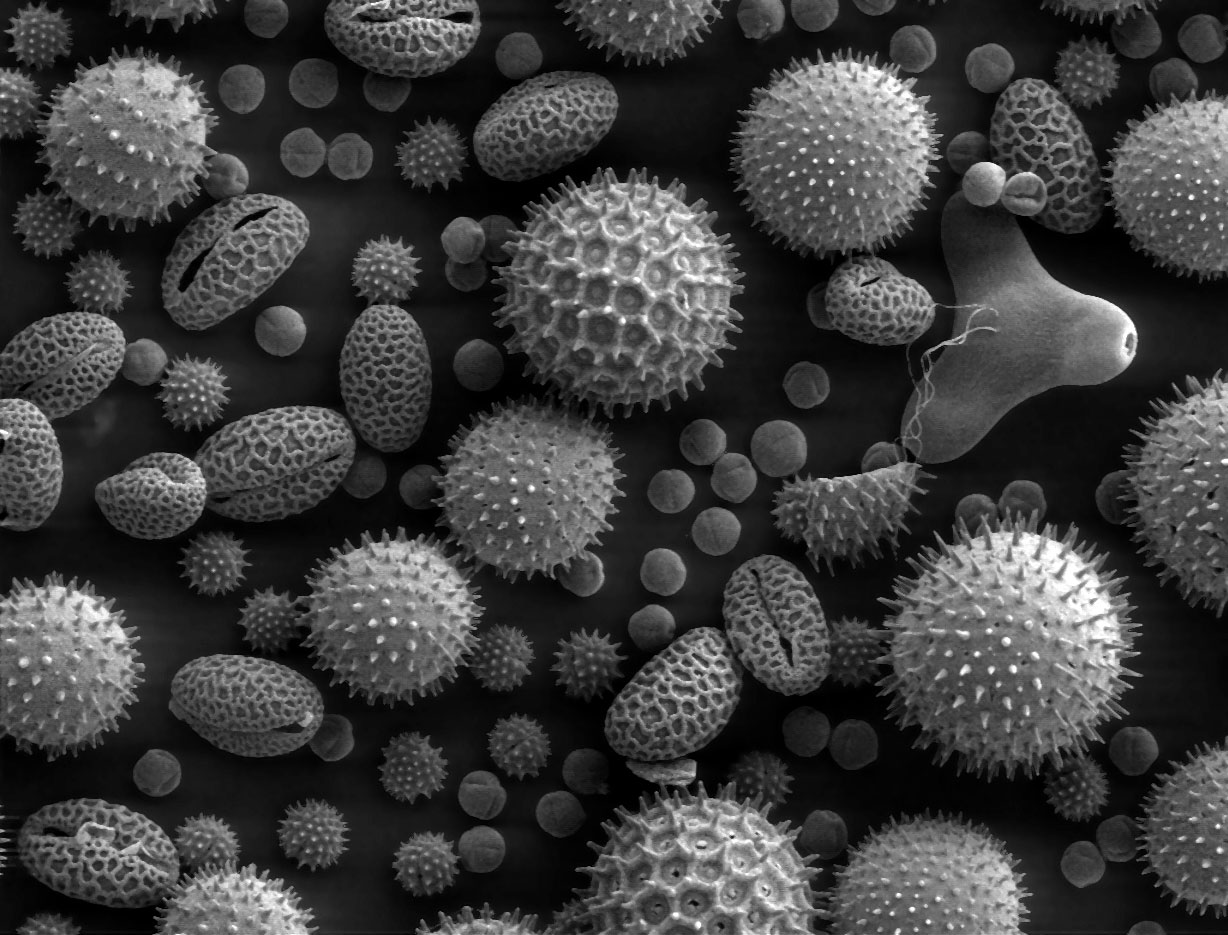
様々な花粉の電子顕微鏡像（ヒマワリ、アサガオ、タチアオイ、ヤマユリ、ツキミソウ、ヒマ）

花粉（かふん、英語: pollen）とは、種子植物門の植物の花の雄しべから出る粉状の細胞。雄しべの先端にある葯という袋の中で形成される。
花粉は雄しべの葯から出て雌しべの柱頭に付くまでの間の粉状のものの抽象的な呼び名である。花粉は基本的に多細胞体であり、これはシダ植物の小胞子が発芽した雄性配偶体にあたるものである。

## 花粉の形成

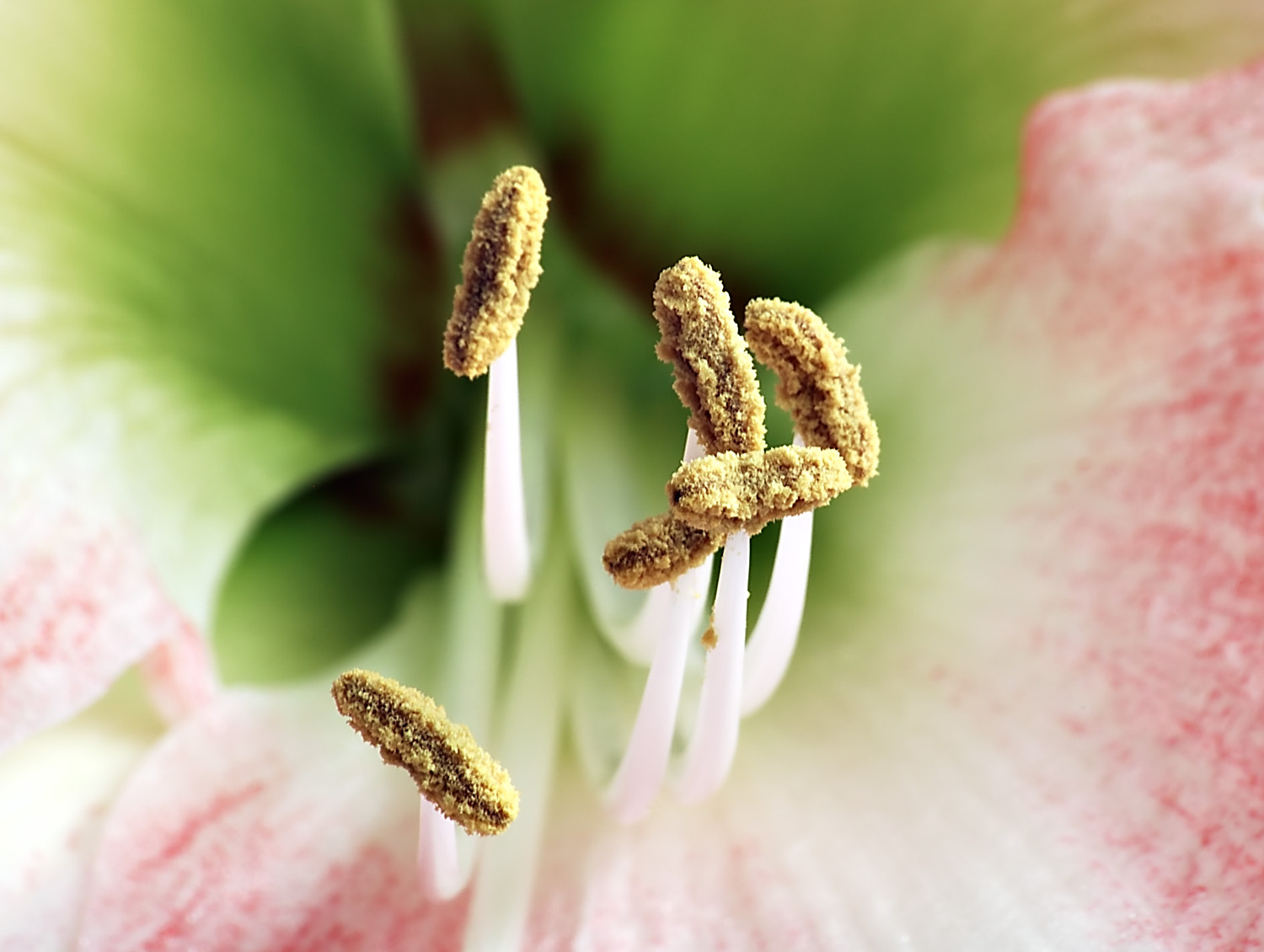
アマリリスのおしべ。葯において花粉が作り出される。

花の雄しべの先端には葯（やく）という袋があり、２つの半葯に分かれている。
半葯の中には，葯室（花粉嚢）があり，そこで花粉が形成される。葯室（花粉嚢）の内部には多くの花粉母細胞があり、減数分裂によって、4個の細胞を形成する。1個の花粉母細胞から生じた4個の細胞をまとめて花粉四分子と呼び、個々の細胞は小胞子（花粉細胞）と呼ぶ。成熟過程で、花粉四分子の4個の細胞は互いに離れ、それぞれが花粉となる。小胞子は体細胞分裂するため、成熟した花粉は花粉管細胞と雄原細胞の2個の細胞からなる。
裸子植物では細胞壁内に前葉体細胞と花粉管細胞、生殖細胞を生じる。被子植物ではまず花粉管核と雄原核に核の分裂が起きる。このとき細胞質の分裂も起き2つの細胞に分かれるが、雄原核をとりまく原形質は極めて薄い。細胞分裂後、雄原細胞は花粉管核を持つ細胞に取り込まれ、入れ子状態となる。雄原細胞は後に再度分裂して2個の生殖細胞となる。

## 花粉粒
生じた小胞子は成熟して独立した花粉粒になる｡これは、花粉に対して個々の粒を指すときの呼称である。一部の分類群の花粉粒は集合することがある。ホロムイソウは2個の花粉粒が集合した2集粒（dyad）を形成する。ツツジ科や、クチナシ、ガマなどは花粉四分子が分離しないでそのまま花粉粒となった4集粒（tetrad）を形成する。ネムノキなどは8個以上の花粉粒がくっついており、多集粒（polyad）と呼ばれる。ガガイモや、ラン科、ガマは葯の中の花粉粒が集合して塊となった花粉塊（pollinium）を形成する。はなはだしい場合にはプラスチック片状にすらなる花粉塊を形成する。マツヨイグサ属やツツジ属は花粉粒に粘着糸（viscous thread）と呼ばれる糸がまとわりついており、この糸で繋がれた構造がまとまって花粉が媒介される。

## 花粉壁
花粉壁（sporoderm）とは、花粉粒の細胞壁のことであり、特殊な構造をもつことで知られる。その表面は種によって特有の構造を持つ｡。風媒花であるマツの花粉は、空気を受ける袋状の構造を持つ事で有名である｡
花粉壁は内層であるインティン（intine、内壁）と外層であるエキシン（exine、外壁）で構成されている。ただし、熱帯性のショウガ科やクスノキ科は多湿に対する適応の結果、インティンが発達してエキシンが極めて薄くなっている。エキシンは内層であるネキシン（nexine、無刻層）と外層であるセキシン（sexine、有刻層）で構成されている。ネキシンは化学的な違いによって、内層であるエンデキシン（endexine）と外層である底部層（foot layer）に分類されている。セキシンと底部層を合わせてエクテキシン（ektexine）という。セキシンは内層である柱状体（columella、bacula、柱状層、円柱体）と外層であるテクタム（tectum、外表層）で構成されている。なお、テクタムはセキシンの柱状体の頭部（上部）が融合してできている。全ての頭部が切れ目無く融合してテクタムが花粉粒を覆っている型を外表層型といい、孔が開いたように頭部が取り残されてテクタムが網目状になる型を半外表層型という。このようにテクタムをもつ花粉粒をテクタム性（tectate）という。一方、柱状体が独立していてテクタムが形成されない型を外表層欠失型といい、非テクタム性（intectate）という。また、アンボレラ科、モクレン科、バンレイシ科は柱状体を欠いており、無テクタム性（atectate）という。エキシンの隙間には花粉外被 （tryphine、pollen coat、花粉粘着物、リポイド層、ポーレンコート）が存在する。これは花粉を昆虫に付着させる役割があると考えられ､花粉と柱頭の接着やその情報伝達などに関与しているとされる｡
インティンはセルロース、カロース、ペクチン類から構成された層である。エキシンは主にスポロポレニンから構成された層である。スポロポレニンは壊れにくい物質であるがゆえに、堆積物中に長期にわたって残り続ける。こうして残ったセキシンが花粉微化石の正体である。花粉の化石については別の節で詳解されている。

## 花粉の発芽

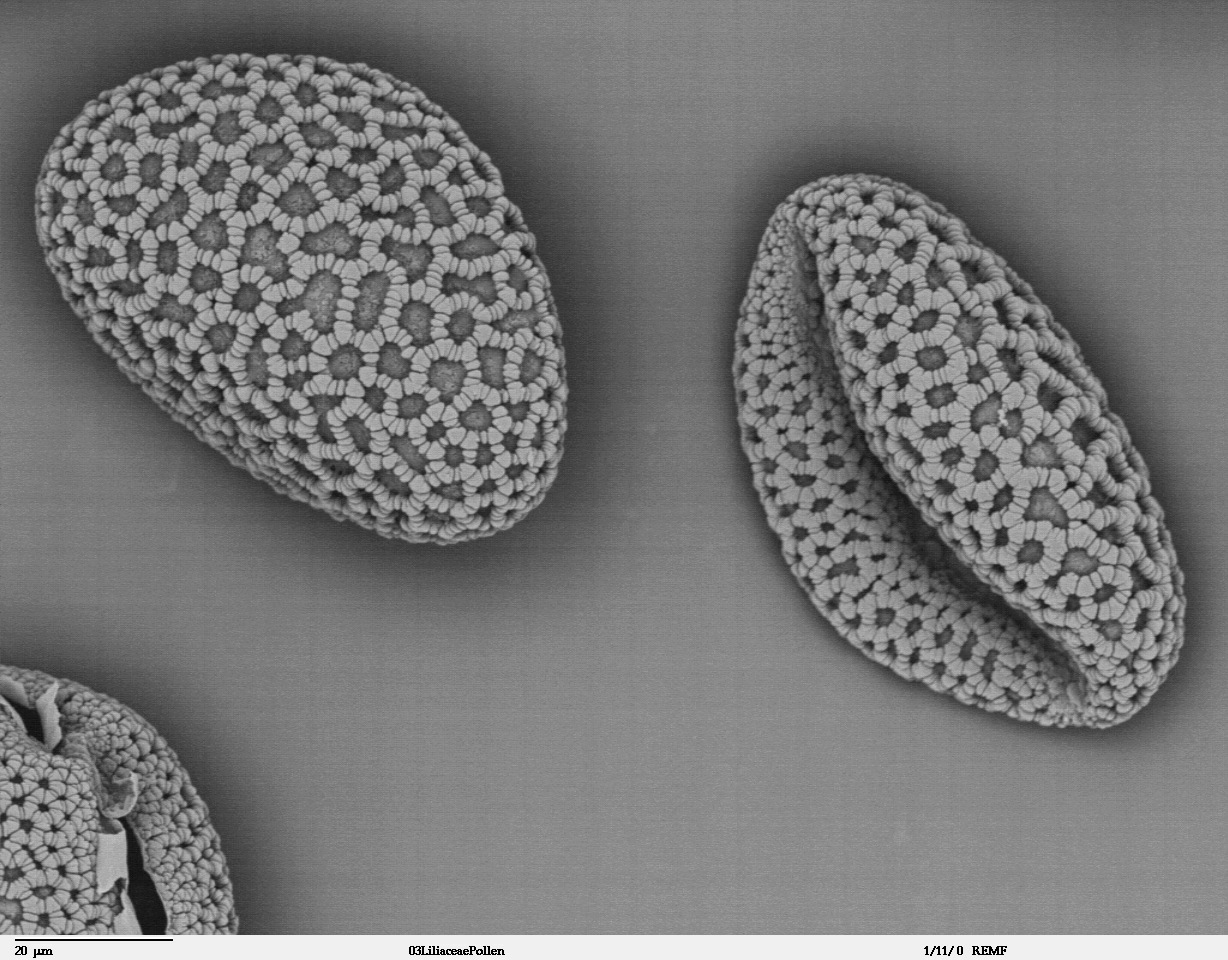
ヤマユリの花粉の電子顕微鏡像

裸子植物では、花粉は胚珠の先端に分泌される液滴（受粉液)に付着して捕捉されると受粉液の吸収によって胚珠の内部に引き込まれ、発芽する。花粉が発芽後、成熟した花粉管になるまで数か月を要する。花粉が発芽するためのエネルギーは、花粉粒内に蓄えられている糖類が利用される。

被子植物では、花粉はめしべの上で発芽して花粉管を形成し、直ちに胚珠内の胚嚢に引き寄せられ、背嚢の卵細胞に接近する。さらに花粉管内の2個の生殖細胞によって重複受精と呼ぶ特殊な受精が起きる。
花粉が付着するのは、通常めしべの先端にある柱頭という部位であり、胚珠はめしべの基部にある子房にあるから、花粉管は、めしべの長さ分は伸びる事になる。
被子植物では花粉管の中にわずかしか原形質を持たない生殖細胞（精核）が作られるのみで、それが卵細胞と接合する。裸子植物の生殖細胞は厚い原形質を持ち、なかでもイチョウやソテツ類では発達した精子となる。精子は球形に近く、らせん状に配列する多数の鞭毛を持つ。

## 花粉の媒介

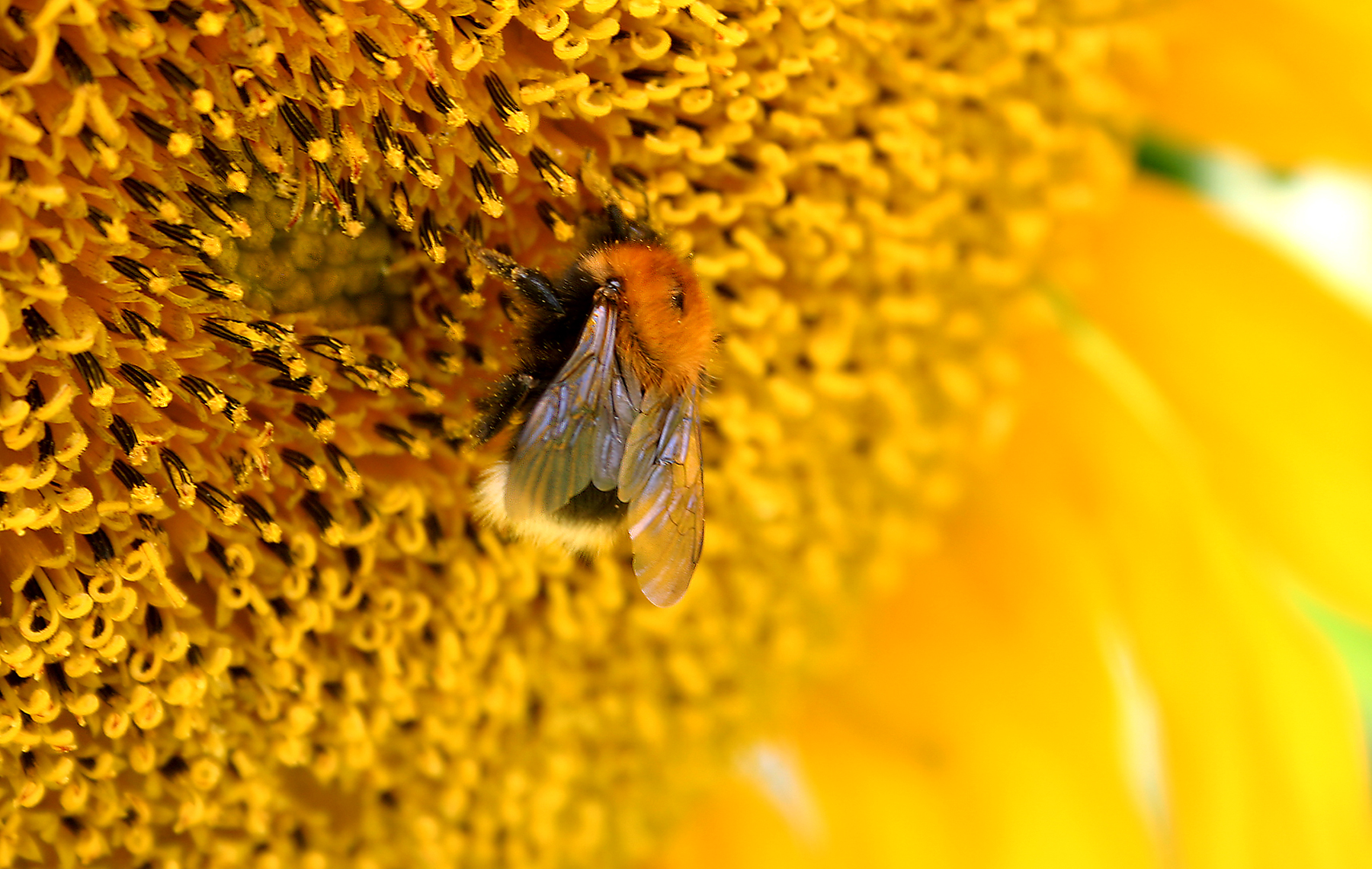
花粉媒介をするマルハナバチ

裸子植物では、小型のガによって花粉が媒介されるグネツムなどごく一部を除き、花粉は通常風に飛ばされて他の花にたどりつく。これを風媒という。被子植物では、花が匂いや蜜などを出し、それを集めに来た昆虫によって運ばれる虫媒が発達する。花に花弁ができて、目立つ姿になるのも、昆虫の目を引くためと考えられる。他に、鳥媒花や、コウモリ媒花も存在する。こうした動物に依存する花粉媒介を行う植物は、ハチ、ハエ、チョウ、ガ、鳥、コウモリなどといった性質の異なる媒介動物ごとにまとまりの良い形質を共有する傾向があり、この形質の組み合わせを送粉シンドロームと呼ぶ。被子植物にも、風媒のものがあり、それらは地味な花を咲かせる。水生植物には水流で花粉を運ぶ水媒のものもあり、これも地味な花をつけるが、水中や水面で効果的に花粉を授受するのに適応した特殊な形態を持つことが多い。

## 花粉の飛散
スギやヒノキなどは大量に花粉を飛散し（風媒花粉）、晴れの日、気温が高い日、湿度が低い日、風の強い日、雨上がりの日は花粉の飛散が多くなる。
大気中への花粉の飛散による光環（大気光学現象の一種）は、花粉光環（花粉光冠）と呼ばれる。

## 花粉の利用
花粉を食物とする動物はいろいろあるが、人間が直接に花粉を集めて食料とした歴史はあまりない。ただし、ミツバチの集めたものを摂取するといった、間接的な利用は古くから行われた。人体の組織にとってきわめて重要ないくつかの酵素およびビタミンB2をはじめとする補酵素を含んでいる。
性ホルモンであるエストロゲンやアンドロゲンなどの多数の生理活性物質を含んでおり、カルシウム、マグネシウム、銅、鉄、亜鉛、リン、塩素、硫黄、シリコン（通常はシリカ・珪酸の状態で含まれる）といった主要ミネラル、およびクロムをはじめとするほかの多くの微量栄養素を含んでいる。
他方で、いくつかの種の花粉は、花粉症の原因となることも知られている。

## 花粉の化石
花粉は単純な構造しか持たないが、スポロポレニンという極めて化学的に安定な物質を含むため、微化石として残りやすい。
泥炭や亜炭層から見出される花粉の化石は、花粉分析により過去の気候や植物群落の状態を推測する手掛かりとなることから古生態学、古生物学、古気候学などの分野で取り扱うことがある。古い時代のものでは、植物本体と花粉化石を関連付けるのは簡単ではないが、近い時代の植物は現在のものとほとんど変わらないので、花粉化石からその地域の植物相を知ることができ、過去の気候などの古環境を推測するなどといったことも行われる。

## 参考資料
- 日本花粉学会編『花粉学事典（初版）』朝倉書店、1994年。（新装版2008年 ISBN 978-4254171389）